# 国際的孤立

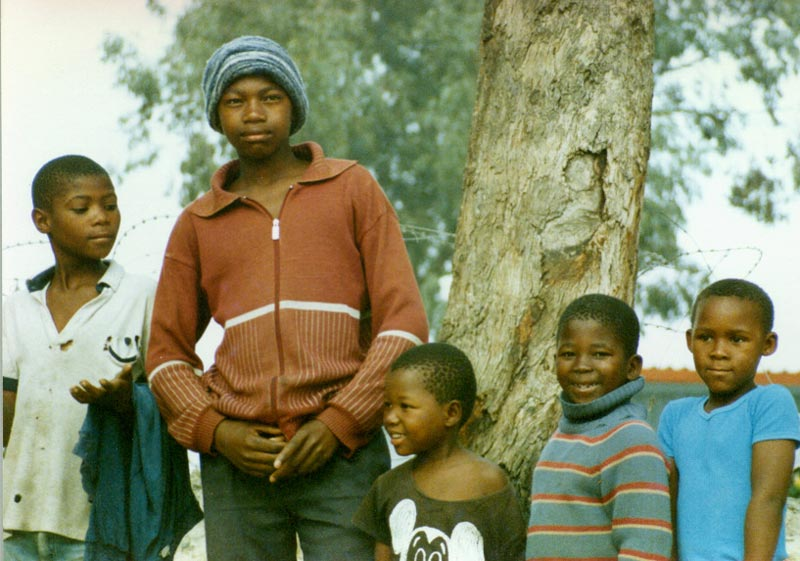
1989年、制裁により長年にわたり国際的孤立下にあった南アフリカのタウンシップに住む子供たち。孤立した国家は、しばしば国内の貧困問題に直面することになる。

国際的孤立 (英語: International isolation) は、ある国家や政府、民族が、国際社会もしくは大多数の国々が属する強力な組織（国際連合など）に制裁を受けたり、また自ら交流を遮断したりして、孤立した状態を指す。「大多数の国々」というくくり方は経済的、政治的、文化的な優位性に基づいて判断されるが、実際の国際社会においては発展途上国の成長と台頭などによって情勢が変化し、疎外する枠組みも変化する場合がある。

## 定義
多くの場合、国際的孤立は、特定の国に対する国際的制裁の結果として生じる。ただし、中には孤立主義政策をとってみずから国際的孤立の道を歩む国もある。例えばムアンマル・アル＝カッザーフィー政権下のリビアは、数十年に及ぶ反西側諸国政策や対アラブ諸国政策を展開した末に、リビア国家を孤立させた。
ある国からの分離独立を主張する国は、最初から国際的孤立の状態に立たされることがある。例えばアブハジア共和国はロシア連邦の軍事支援を得てジョージアから独立したが、この国の存在を承認している国家はわずかしかない。キプロス島北部を支配する北キプロス・トルコ共和国も似たような状況にある。こうした国々は、多くの場合、強力な隣国の保護下で存続している。
いわゆるパーリア国家は、国際的孤立の状態にある国である。パーリア国家は外交的に孤立し、信頼できる安全保障や強力な同盟者もなく、国際連合のような国際フォーラムではしばしば徹底的な批難を浴びる。例えば1979年にクメール・ルージュがベトナムに排除された後に成立したカンプチア人民共和国は、中国やアメリカから承認されず、孤立させられた。また孤立の度合いは限定的ながら、国際的な協定から離脱した国も国際的孤立の例とされる。例として、2011年に温室効果ガス削減をうたう京都議定書から離脱したカナダが挙げられる。
イラン革命で皇帝モハンマド・レザー・パフラヴィーを排除したイラン・イスラム共和国が国際的孤立を深めていく様を、Ｖ・Ｓ・ナイポールは「地図からの脱落」（falling off the map）と形容した。

## 歴史
戦間期のスペイン第二共和政が没落した背景には、その国際的孤立が関係している。1936年8月に24か国がスペイン内戦に対する不干渉協定を結び、スペイン政府は国際的孤立と事実上の経済封鎖下に置かれるという絶望的状況で、フランシスコ・フランコの反乱軍と戦わねばならなかった。フランスやイギリス、アメリカといった民主主義体制諸国からの支援をほとんど得られなかった政府は、国際的孤立の中1939年に敗退した。不干渉協定を無視して第二共和国政府を支援したのは、海から物資援助を行ったソビエト連邦とメキシコだけだった。それらもイタリアの潜水艦によって阻止され、陸上からの支援ルートとなりうるフランスとの国境も閉ざされたままだった。国際社会は中立の名の下にスペイン共和国を国際的孤立に追いやり、後の枢軸国を形成する国々に利益をもたらす結果を招いた。
20世紀後半におけるもっとも有名な国際的孤立の例は、アパルトヘイト政策時代の南アフリカである。国際的孤立に立たされた国には貧困がつきものだが、南アフリカのエリート層は地位と富を持ち続け、結局経済的弱者に矛先が向くことになった。ミャンマーも苛烈な軍政を理由に国際的孤立に直面した国で、豊富な天然資源に恵まれているにもかかわらず、医療制度が世界最低水準という状態に陥った。
2011年リビア内戦では、多くの大国がムアンマル・アル＝カッザーフィー政権の孤立化を図った。国際社会が反乱勢力を支援し政権に圧力をかけたことで、カッザーフィーは没落、敗死した。2011年から2012年のシリア動乱では、いくつかの国々がバッシャール・アル＝アサド政権に対し重い制裁を科した。